# Dolní Kounice
Dolní Kounice település Csehországban, a Brno-vidéki járásban. Dolní Kounice Mělčany, Trboušany, Silůvky, Nové Bránice, Pravlov és Moravské Bránice településekkel határos. Lakosainak száma 2571 fő (2024. január 1.).

## Népesség
A település lakosságának változását az alábbi diagram mutatja:
| Lakosok száma | 2967 | 2928 | 3054 | 2625 | 2322 | 2306 | 2466 | 2453 | 2461 | 2571 |
|               | 1869 | 1890 | 1921 | 1950 | 1980 | 2001 | 2017 | 2019 | 2022 | 2024 |